# Casa Puigarnau
La Casa Puigarnau, o Casa Joaquima Pujals, és un edifici del centre de Terrassa, protegit com a bé cultural d'interès local.

## Descripció
És un edifici de planta rectangular, amb planta baixa i dos pisos. Presenta tres façanes i una mitgera. La façana principal, al carrer del Nord, és de pedra en planta baixa i d'obra vista la resta, seguint un esquema de composició simètrica. Té balcó corregut al primer pis i línia d'imposta al damunt. Hi ha gran quantitat d'elements decoratius (llindes, brancals, barana de remat, permòdols) amb motius florals de llenguatge neogòtic, alguns dels quals són reproduccions d'elements d'uns finestrals gòtics del Mas de la Castlania de Terrassa (posteriorment al Museu Maricel de Sitges). La façana lateral, al nord, és totalment llisa, estucada amb imitació d'obra vista i grans plafons dibuixats sobre estuc.

## Història
El 1897 es concedí el permís d'obres a Joaquima Pujals, vídua d'Alegre, per construir la casa segons els plànols de Muncunill.
Posteriorment es conegué pel nom de Casa Puigarnau, ja que havia estat adquirida per aquesta família. A finals dels anys seixanta s'hi instal·là el Col·legi Airina, un centre femení d'estudis.
L'edifici està situat a la zona de la unió del nucli històric amb l'estació del Nord, format per cases de tipus popular, la majoria de planta baixa i pis, alguns magatzems i afluència de noves edificacions en temps més recents.